# Farida Diouri
Pour les articles homonymes, voir Diouri.
 (mars 2008).
Farida Diouri (en arabe : فريدة ديوري) , née à Larache le 7 septembre 1949 et morte à Toulon le 8 août 2004, est une femme de lettres et journaliste marocaine.

## Biographie
Farida Diouri emboîte le pas à son père, Dris Diouri, qui fut traducteur et poète en langue espagnole et a poursuivi ses études à l'Institut espagnol de sa ville natale. Elle rejoint la mission française pour décrocher son bac français au lycée Descartes de Rabat. Elle opte pour des études d'économie à la faculté de droit plutôt que pour les lettres où elle réussissait le mieux.
Farida Diouri commence à écrire à l’âge de 40 ans et son premier roman, Vivre dans la dignité ou mourir, a été sélectionné par le prix Grand Atlas, organisé par l'Ambassade de France au Maroc. Elle a à son actif plusieurs interviews réalisées au Maroc, en France et en Égypte.
Farida Diouri fut également cadre de la chaîne hôtelière américaine Sheraton en 1993, sans pour autant délaisser la plume qui lui a valu le poste de rédactrice en chef à la Revue de l'Union des femmes Aïcha, de journaliste au grand quotidien marocain L'Opinion et de correspondante de journaux tels que L'Écho touristique.

## Publications
- Farida Diouri, Vivre dans la dignité ou mourir, Paris, imprimerie Tensif, 1993
- Farida Diouri, Dans tes yeux la flamme infernale, Paris, éditions L'Harmattan, 2000
- Farida Diouri, L'ange de la misère, Paris, éditions L'Harmattan, 2002